# Tadeusz Żenczykowski
Tadeusz Żenczykowski, pseudonyme Kania, Kowalik ou encore Zawadzki (né le 2 janvier 1907, à Varsovie, mort le 30 mars 1997, à Londres) est un activiste politique et un soldat de l'Armia Krajowa pendant la Seconde Guerre mondiale. Sous le nom de Kania, il est le chef de l'opération N. En 1944 il prend part à l'insurrection de Varsovie. En 1945, il émigre et devient responsable de la section polonaise de Radio Free Europe. Il est également avocat, historien, journaliste et député.

## Sources
- (en) Cet article est partiellement ou en totalité issu de l’article de Wikipédia en anglais intitulé « Tadeusz Żenczykowski » (voir la liste des auteurs).